# Lund (Västerbotten)
Lund is een plaats in de gemeente Skellefteå in het landschap Västerbotten en de provincie Västerbottens län in Zweden. De plaats heeft 71 inwoners (2005) en een oppervlakte van 15 hectare. De plaats ligt aan de rivier de Skellefteälven circa twee kilometer van de stad Skellefteå.